# Charlie Swanson
Charlie Swanson (Richmond, 20 de fevereiro de 1998) é um nadador estadunidense.

## Carreira
Charlie Swanson se formou na Universidade de Michigan em Ann Arbor em 2020, onde também competiu na equipe de natação. Após concluir seus estudos, ele foi para a Universidade do Texas em Austin em 2022 e retornou para Ann Arbor em 2023.
Swanson ficou em quarto lugar nos 400 metros medley individual no Campeonato Mundial Júnior de 2015. Nos Jogos Pan-Americanos de 2019 em Lima, Swanson venceu a competição dos 400 metros medley por quase oito segundos acima do vice-campeão. Swanson também ganhou o ouro no revezamento 4 x 100 metros livre misto em Lima. No entanto, ele foi utilizado apenas nas fases preliminares. Michael Chadwick, Nathan Adrian, Claire Rasmus e Margo Geer nadaram na final. Em junho de 2022, no Mundial de Budapeste, Swanson foi eliminado nas semifinais nos 200 metros peito com o décimo primeiro melhor tempo. No final do ano, Swanson também competiu nos 200 metros peito no Campeonato Mundial de Pista Curta em Melbourne e nadou o décimo segundo melhor tempo.